# Parque nacional de Mago
El Parque nacional de Mago es una de las áreas protegidas de Etiopía. El parque está situado en la región de los Pueblos Meridionales, nacionalidades y naciones del sur, a unos 782 kilómetros al sur de Addis Abeba y al norte del río Omo. Posee 2162 kilómetros cuadrados que están divididos por el río Mago, un afluente del Omo, en dos partes. Al oeste se encuentra la Reserva de Vida Silvestre de Tama, con el río Tama estableciendo la frontera entre los dos. Al sur está la zona de caza controlada Murle, que se distingue por el lago que se extiende a lo largo de Dipa el lado izquierdo del Omo inferior. La oficina del parque está a 115 kilómetros al norte de Omorate y 26 kilómetros al suroeste de Jinka. Todos los caminos hacia y desde el parque están sin pavimentar.